# ルイージ・ルッソロ
ルイージ・ルッソロ（Luigi Russolo, 1885年4月30日 - 1947年2月4日）はイタリア未来派の画家・作曲家・楽器発明家。
『騒音芸術』（1913年）や『未来の音楽』といった著作を残す。

## 略歴

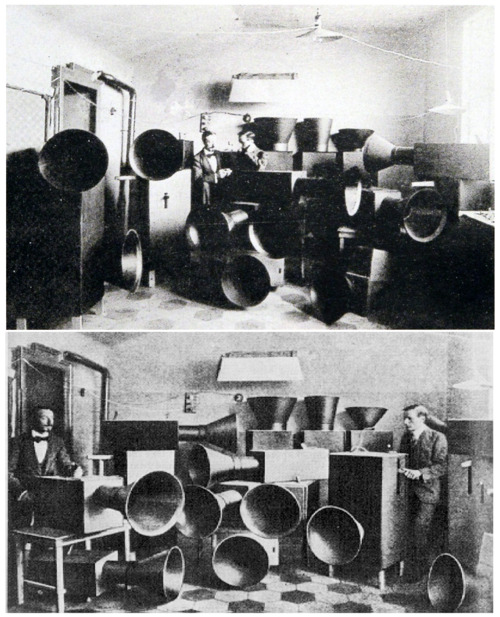
intonarumori, 1920

ヴェネト地方のポルトグルアーロに生まれる。父親はラティザーナの教会楽長（大聖堂のオルガニストにして聖歌隊の指揮者）であった。兄弟もやはり音楽家になり、そのうち兄アントニオも未来主義の音楽を作曲した。1901年、ミラノに出てブレラ美術館に足繁く通い、サンタ・マリア・デッレ・グラツィエ教会にてレオナルド・ダ・ヴィンチの「最後の晩餐」の修復作業に参加。処女作においては、点描技法を用いて、都会や産業界を幻想的に描き出している。未来派運動を信奉して、未来主義者のフィリッポ・トンマーゾ・マリネッティに近しく師事。
1913年3月11日、論文『騒音芸術（L'arte dei rumori）』を発表し、世に問う（このため現在では、電子音楽の最初の理論家として認知されている）。また、実演用に「騒音」を出せる特製の楽器イントナルモーリを発明し、実作する。なお、イントナルモーリという名は、「調律」と「騒音」の合成語で、「調律された騒音機械」といったほどの意味である。不幸にしてイントナルモーリのオリジナルは、第二次世界大戦によって失われ、現存しない（1986年、秋山邦晴により残されていた特許資料などを基に8種が復元された）。ルッソロを最初のノイズ・アーティストとする見方もある。 
1941年から1942年まで画業に復帰し、「古典的モダニズム」と称する画風で描いた。1947年、ヴァレーゼ県のチェッロ・ディ・ラヴェノにて他界。
ヴァレーゼ県のルッソロ＝プラテッラ財団により、ルッソロを記念して、電子音楽作曲コンクールが毎年開催されている。ルイージ・ルッソロ電子音楽賞は、電子楽器の分野において最も栄えある賞の一つである。

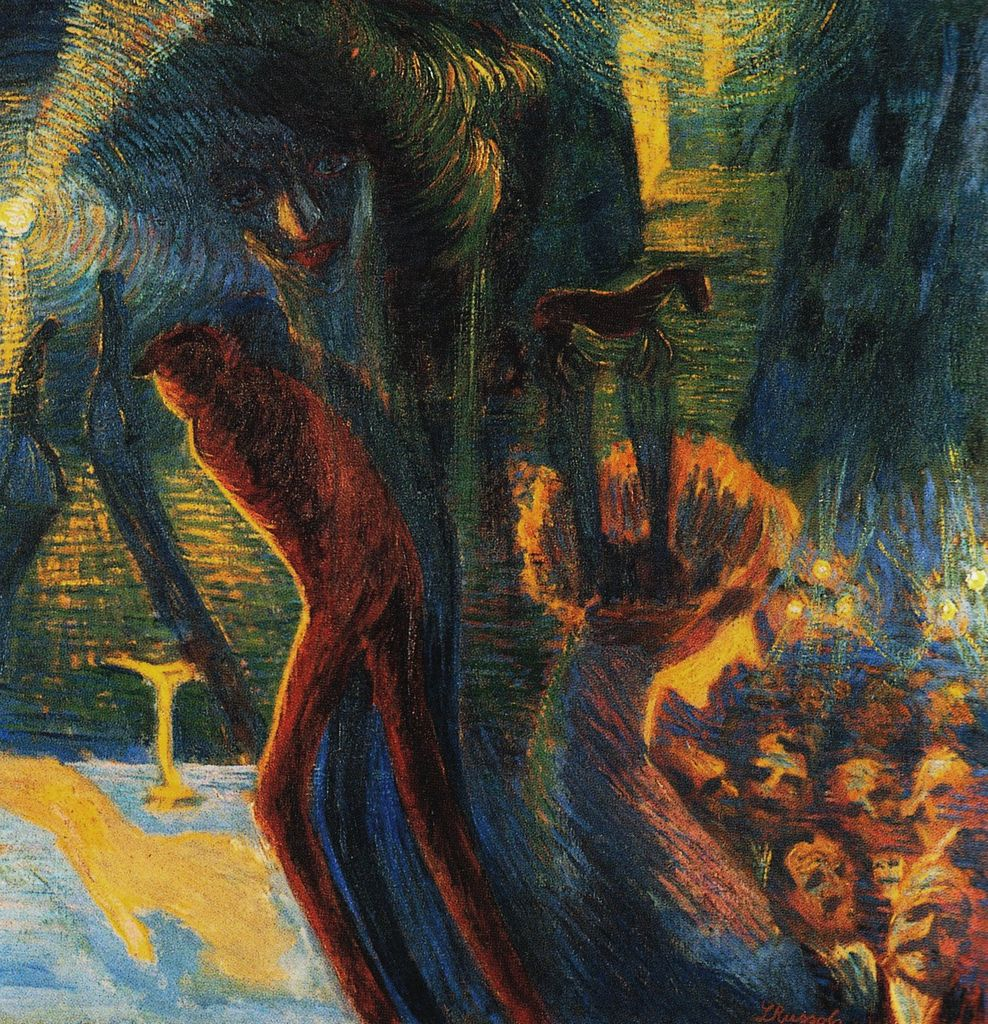
Souvenir d'une nuit (Memories of a Night), 1911 oil on canvas, 99 × 99 cm, private collection
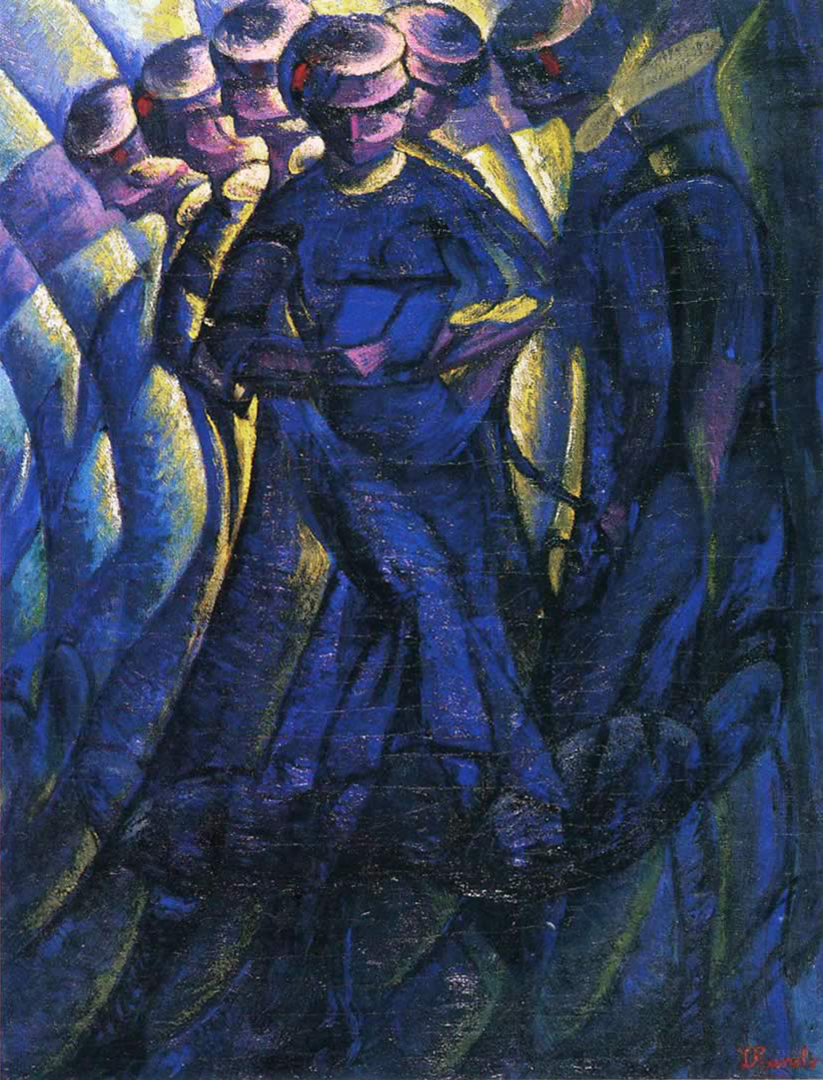
Sintesi plastica dei movimenti di una donna, 1912 oil on canvas, Museum of Grenoble
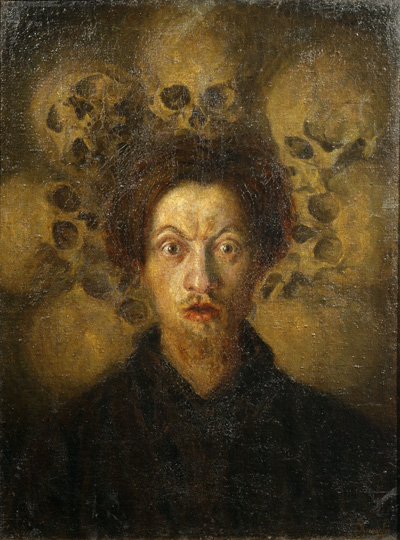
Self-portrait with Skulls, 1909 painting
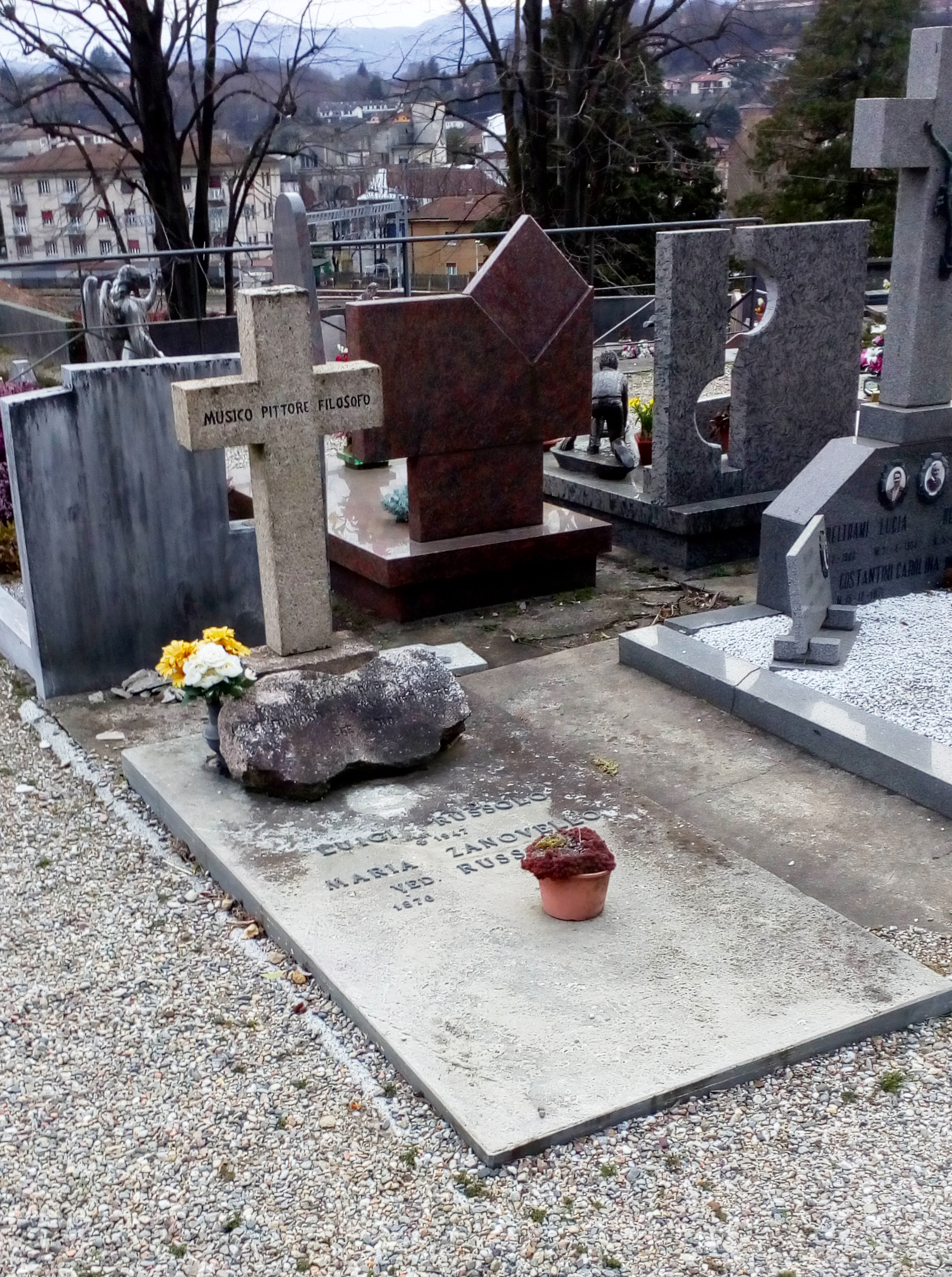
Russolo's Grave in Laveno-Mombello
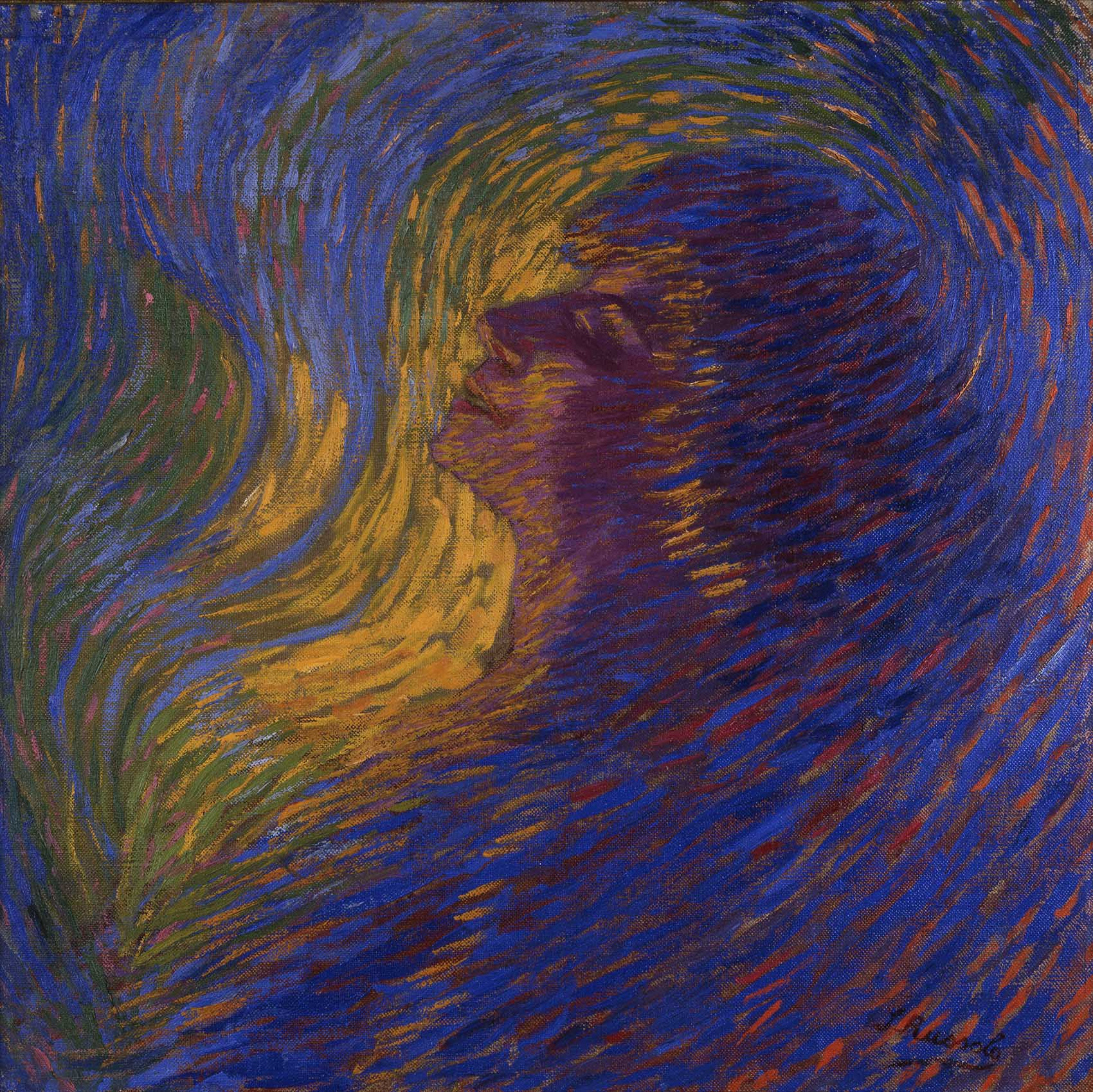
Profumo (meaning "scent", "fragrance", 1910)
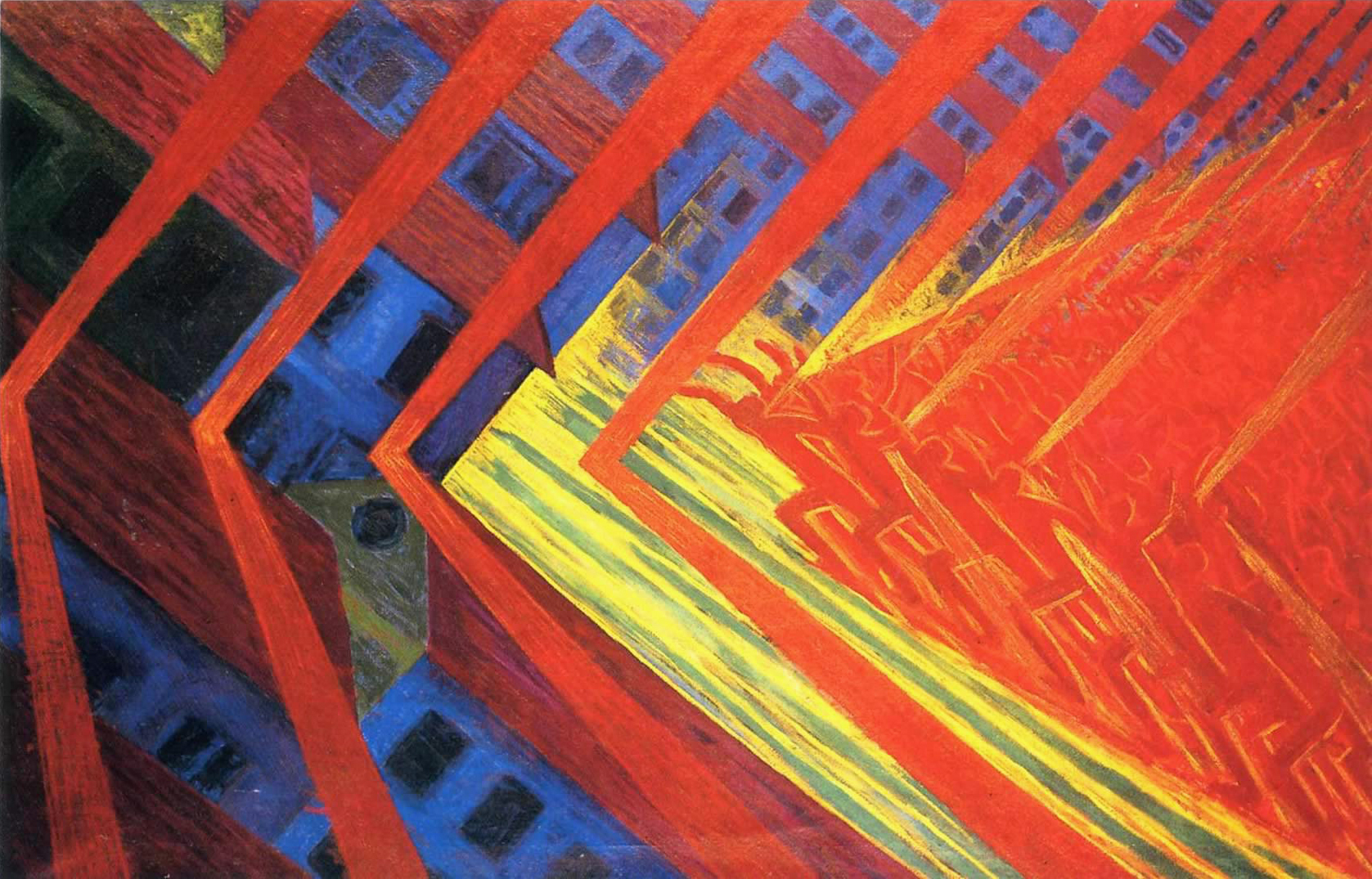
La Rivolta (The Revolt), 1911 oil on canvas
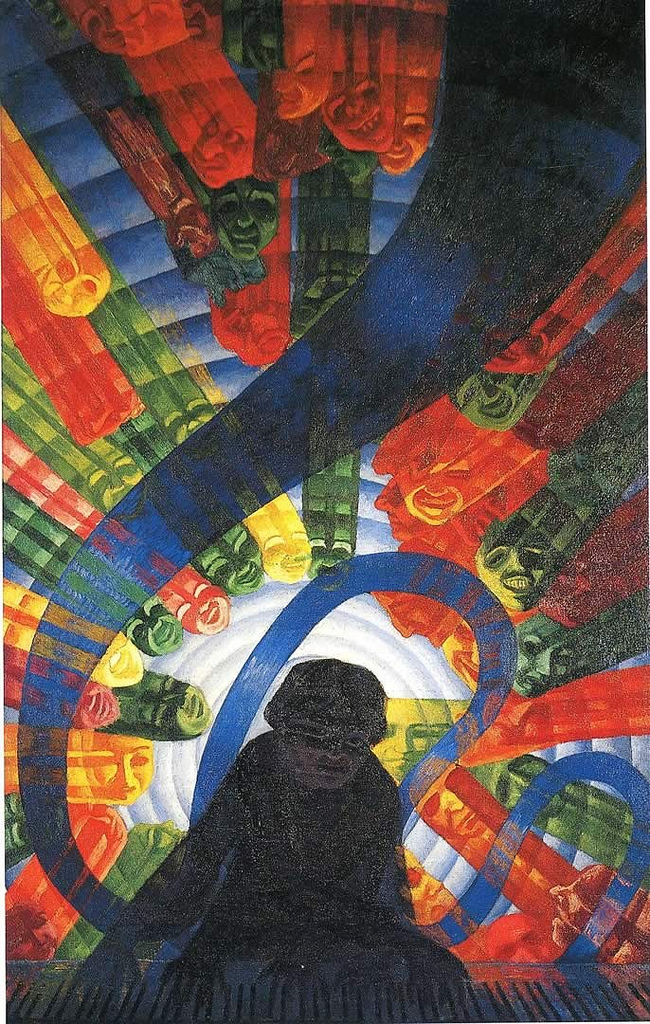
La Musica (a pianist playing for his audience), 1911–12 oil on canvas
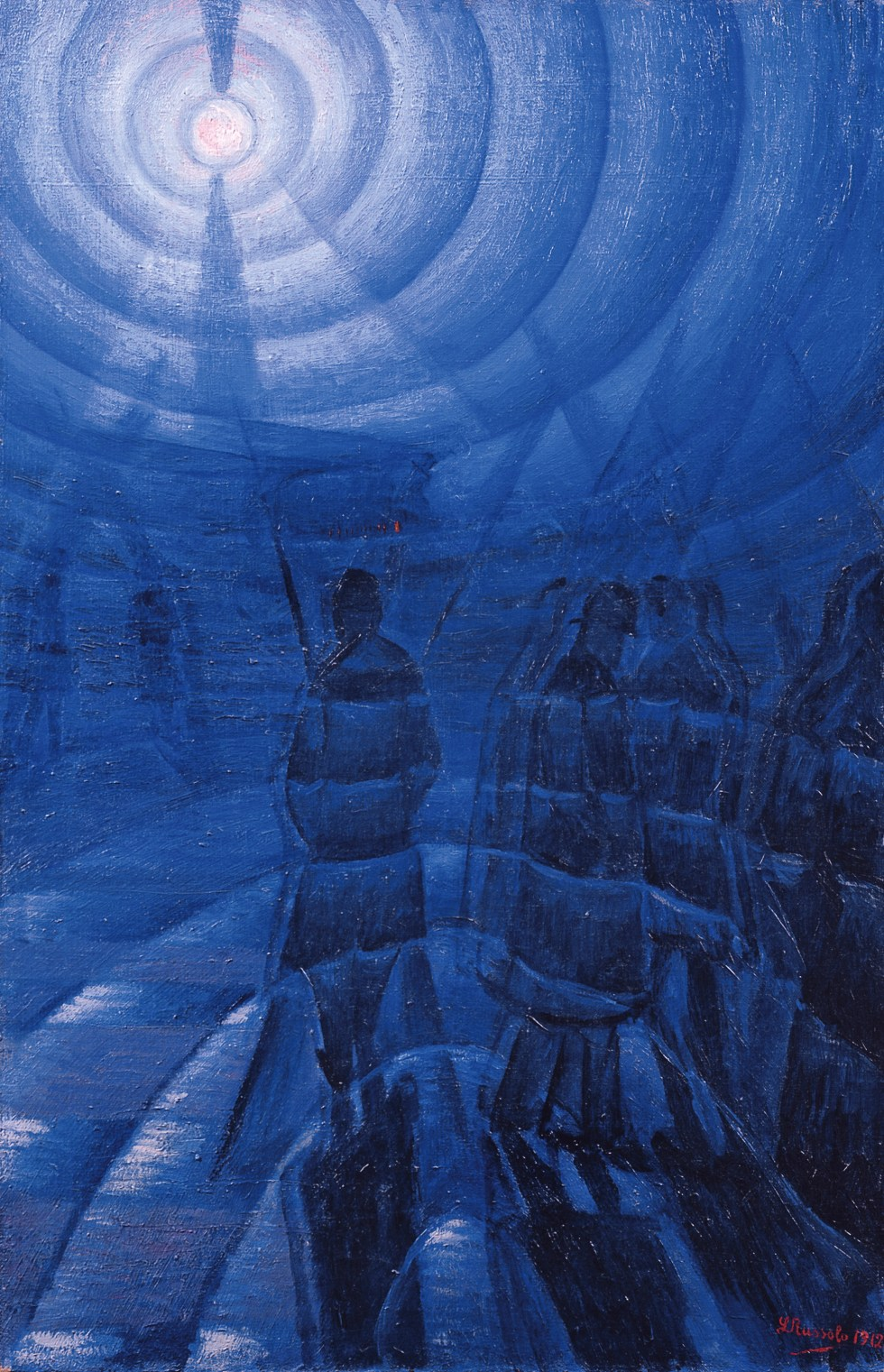
Solidity of Fog, 1912 oil on canvas
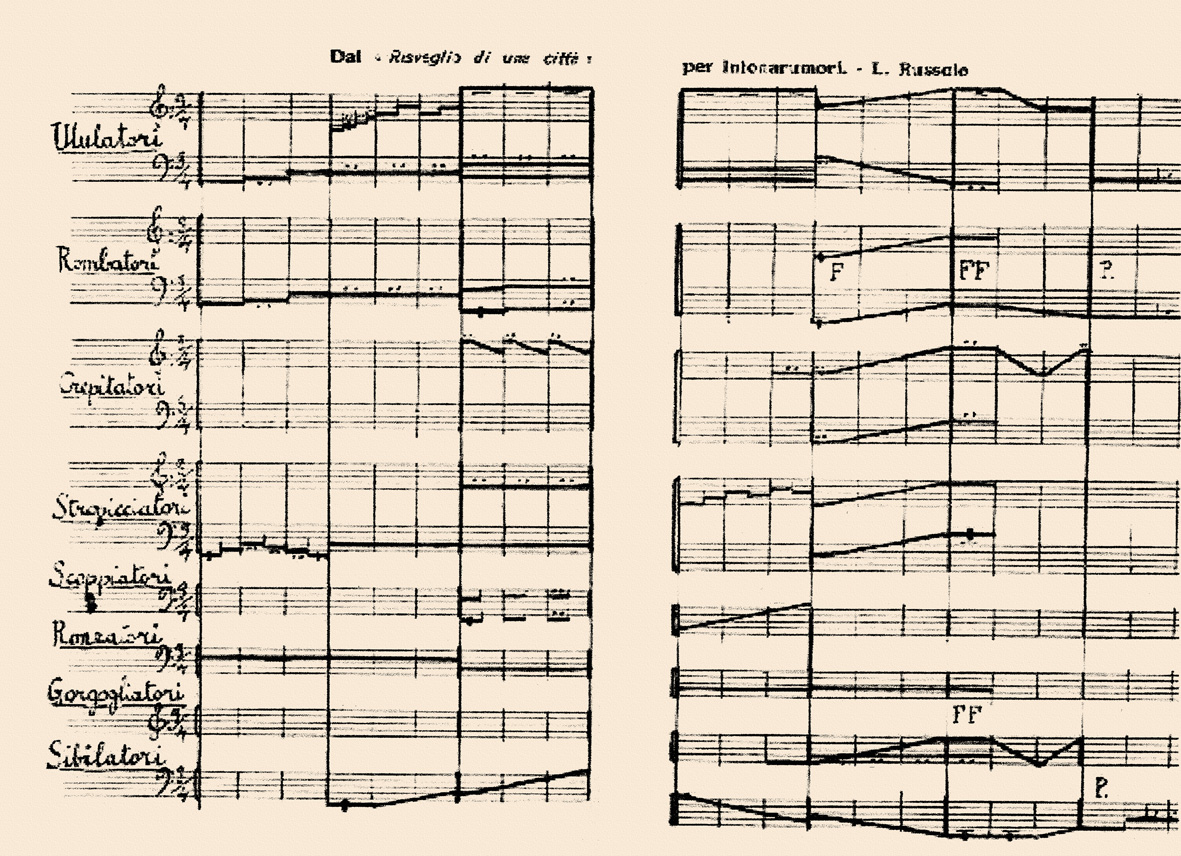
1913 score of en-harmonic notation, for Intonarumori
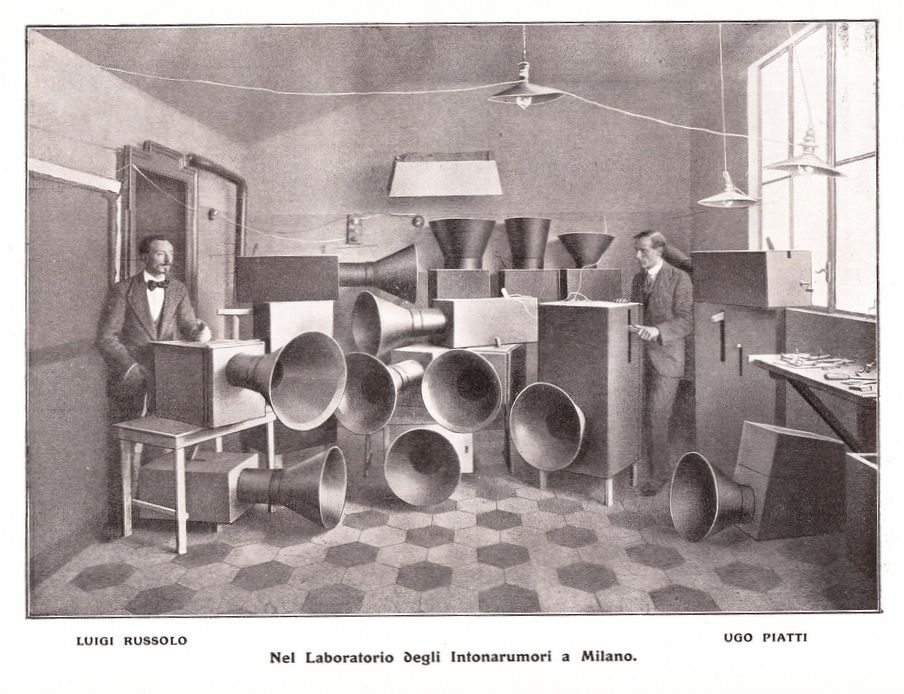
Intonarumori, 1913, instruments built for music-piece Bruitism, partly operating on electricity
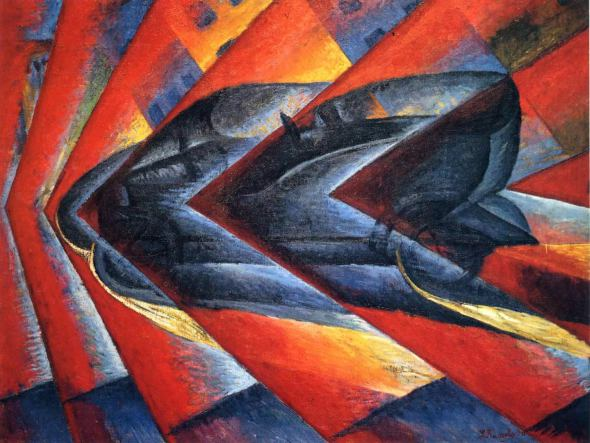
Dynamism of a Car, 1913 oil painting
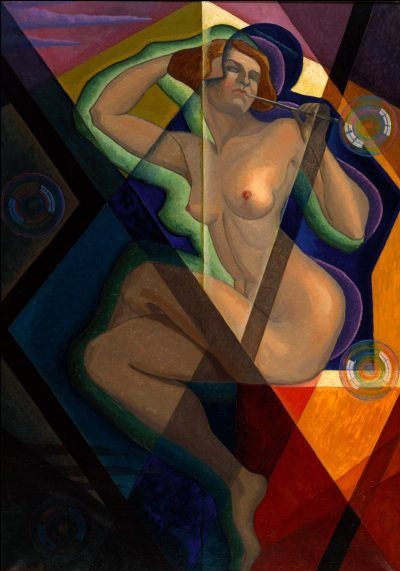
Soap-dish, 1929 oil painting
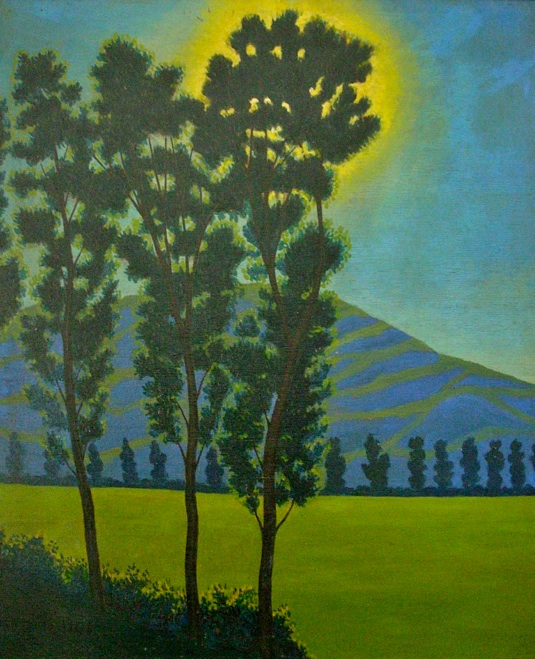
Landscape with trees, c. 1940s painting

## 音源
- Three audio clips by Luigi Russolo: Serenata, Corale and Risveglio di una città. (Thereminvox.com)
- Modern recordings of noise intoners and a fragment of Luigi Russolo's key Futurist composition The Awakening of a City can be heard on the audio CD Musica Futurista: The Art of Noises.
- UbuWeb Dada for Now, 1985, UK featuring Russolo's Veglio di una citta.